# Улица Мадонас (Рига)
Улица Ма́донас (латыш. Madonas iela) — улица в Видземском предместье города Риги, в Пурвциемсе. Впервые упоминается в адресной книге за 1935 год под своим нынешним названием, которое никогда не изменялось.
Начинается от перекрёстка с улицей Браслас, ведёт в восточном направлении и ранее выходила к улице Дзелзавас. В 1980-е годы в конце улицы Мадонас построен многоэтажный квартал, перекрывший её створ; в настоящее время улица заканчивается небольшим внутриквартальным проездом, выходящим к улице Веявас. Пересечений с другими улицами не имеет.
В 2021 году были начаты работы по продлению Густава Земгала гатве до пересечения улиц Мадонас и Браслас. Здесь сооружена двухуровневая развязка, открытие которой, в рамках обновлённого участка Восточной магистрали, планируется в 2023 году.
Движение по улице Мадонас двустороннее. В своей средней части разделена зелёной зоной на две отдельные проезжие части. Дорожное покрытие требует ремонта. Общественный транспорт по улице не курсирует.
Построенные на улице Мадонас многоэтажные жилые дома из монолитного железобетона, высотой 67 и 61 метр, входят в число 30 наиболее высоких зданий Риги.